# Pierre Louki
Pierre Louki est un auteur-compositeur-interprète, acteur et écrivain français né le 25 juillet 1920 à Brienon-sur-Armançon (Yonne) et mort le 21 décembre 2006 à Montreuil-en-Auge (Calvados).

## Biographie
De son vrai nom Pierre Varenne, il est le fils de Georges Varenne, instituteur communiste de l'Yonne, mort en déportation à Auschwitz.
Horloger de formation, il prend le maquis pendant l'Occupation. À la Libération, il pratique le théâtre à Auxerre parallèlement à son métier qu'il exerce tout d'abord à Migennes avant de partir pour Paris au début des années 1950, s'installant rue Gassendi dans le quartier du Montparnasse. Il devient comédien grâce à sa rencontre avec Roger Blin et Jean-Louis Barrault. Il joue dans En attendant Godot, mis en scène par Roger Blin, et dans Marée basse, de Jean Duvignaud, en 1956 au théâtre des Noctambules, également dans une mise en scène de Roger Blin. Parallèlement, il écrit des chansons, et se fait connaître dès 1954 avec La Môme aux boutons, chantée par Lucette Raillat.
Il a écrit environ 250 chansons, interprétées par lui-même, mais surtout par d'autres : Lucette Raillat, Francesca Solleville, Isabelle Aubret, Les Frères Jacques, Juliette Gréco, Jean Ferrat, Colette Renard, Annie Cordy, Marcel Amont, Michèle Arnaud, Lucky Blondo, Jacques Fabbri, Jacqueline François, Annie Fratellini, Corinne Marchand, Danny Boy, Marie-Blanche Vergne, Patachou, Chanson plus bifluorée, Jacques Villeret, Esther Ofarim, Denise Benoît, Gaston, Gabriel Bacquier, les Trois Horaces, les Trois Ménestrels, Aglaé, Claudine Claude, Claude Goaty, Jan et Rod, René Lafleur, Christiane Lasquin, Colette Mansard, Jamy Olivier, Paola, Sandra, Maria Pergolese, Claude Vinci, les Rives, les TTTriplées, les Vent Debout, les Quat' Jeudis, Souris, Dany Dauberson, Michelle Verneuil, Germinal Tenas, Mumuche, Jacques Ferry, le Père Didier, Eve Griliquez, les Petits Chanteurs de l'Île-de-France, les Petits Chanteurs de Créteil, Claire Elzière, Jimmy Fontana…
Il est un ami de Georges Brassens qui lui compose quelques musiques, avec qui il fait plusieurs tournées et à qui il consacre un livre de souvenirs. Il est aussi très lié au chanteur fantaisiste Boby Lapointe,.
Pierre Louki se fait également connaître comme auteur et interprète de pièces de théâtre, créées sur scène ou radio-diffusées par France-Culture.
À la télévision, il participe à de nombreuses émissions de Jean-Christophe Averty qui lui inspire sa chanson Infâme Averty.
Il publie son premier roman pour enfants, Un papa pas possible (1981), à l'initiative de Paule Pagliano, qui publie régulièrement Pierre Louki dans sa collection « Aux quatre coins du temps » (éditions Bordas). Il raconte avec humour sa vie d'horloger féru de théâtre.
Dans son autobiographie Quelques confidences, publié en septembre 2006, il retrace les faits marquants de sa vie.
Il meurt le 21 décembre 2006 à Montreuil-en-Auge (Calvados) à l'âge de 86 ans, et est inhumé à Brienon-sur-Armançon.

### Citation
« En même temps qu'une amitié solide et sans fioritures, je nourris pour Pierre Louki une admiration qui ne cesse de croître au fil des ans… » (Georges Brassens, juillet 1976).

## Théâtre
- 1953 : En attendant Godot de Samuel Beckett, mise en scène Roger Blin, théâtre de Babylone
- 1956 : Marée basse  de Jean Duvignaud, mise en scène Roger Blin, théâtre des Noctambules
- 1972 : La Petite Cuiller  de Pierre Louki, mise en scène Christian Dente, théâtre des Deux-Portes puis théâtre de l'Est parisien
- 1974 : Par ici les gros sous d'après Boris Vian, théâtre Francine-Vasse (Nantes)
- 1982 : Joël de Bernard Mazeas, mise en scène Gérard Maro, Comédie de Paris
- 1982 : Vingt-deux coups de théâtre,  mise en scène Jacques Weber, théâtre du Huitième, Festival international de Lyon
- 1984 : Louki, que, quoi, dont, où  de Pierre Louki, théâtre des Mathurins
- 1995 : Les Jambières de l'escabeau  de Pierre Louki, mise en scène Gérard Rauber, théâtre du Renard

## Filmographie

### Cinéma
- 1972 : Sex-shop de Claude Berri : le chef des salutistes

### Télévision
- 1964 : Rocambole, épisode Rocambole chez les Thugs de Jean-Pierre Decourt : le cocher
- 1966 : La Tour Eiffel qui tue, téléfilm de Jean-Roger Cadet et Michel de Ré : Théodule
- 1981 : Le Mariage de Figaro, téléfilm de Pierre Badel : Brid'oison

## Discographie

### Disques originaux
- 1958 - Chansons zidiotes (super 45 tours Vogue EPL 7419): La Môme aux boutons / Coiffeur, quand tu nous tiens / Je ne ferai jamais… / L'Écrevisse / Si…
- 1959 - Volume 2 (super 45 tours Vogue EPL 7534): Le Corps de garde / Nativité / À la maison / Mes copains / Le Gros Pâtissier
- 1960 - Volume 3 (super 45 tours Vogue EPL 7715): Les Képis / Les Tétons d’Nana / Le Cousin d’Écosse / L’Avant-goût du tombeau
- 1960 - (LP 25 cm 33 Tours Vogue LD 489): Les Képis / Qui viendra me dire bonsoir ? / Cousine / Mes copains / Les Tétons d'Nana / Le Cousin d'Écosse / Les Mots du vocabulaire / L'Avant-goût du tombeau / La Flanelle de grand-père / Le Gros Pâtissier
- 1961 - Chansons du film La Menace (super 45 tours Ricordi R2526V715): Moi mon rêve / Tout contre moi / Scooter / Saint-Honoré / Savary Blues
- 1962 - (super 45 tours Fontana 460.816): Les Iroquois / Avec sa valise / Maman vraiment / Le Grand et le P’tit
- 1962 - (LP 25 cm 33 Tours Fontana 660.236): L'Escarpolette / Sous mon chapeau / Maman vraiment / La Politesse / Les Iroquois / Le Grand et le P'tit / Y a un cyprès / La Limace / Le Pied-de-nez / Avec sa valise
- 1963 - (super 45 tours Fontana 460.871): Les Sardines / Moi j'en connais un d'artiste / Sur l'arbre mort / Il ne faut pas cueillir l'orange
- 1964 - (super 45 tours Fontana 460.909): Avec Léon, avec Léa / En triant des lentilles / Ça fera vingt ans… / Chanson pour Nicolas
- 1965 - (super 45 tours Fontana 460.935): Les Escargots / Dix peupliers / Les Vrais Copains / Retour du dimanche
- 1965 - (LP 30 cm 33 Tours Fontana 680.257): Les Escargots / Dix peupliers / Complainte du futur né / Mes deux voisins / À mes funérailles / Je n'irai pas en Espagne / Les Vrais Copains / Enfantillage / Retour du dimanche / Ça fera vingt ans… / Sur l'arbre mort / La Boulangère
- 1966 - (45 tours CBS 2251) : Ne m'parlez pas des vacances / Elle eût aimé aller à Châteauroux
- 1966 - (45 tours CBS 2481): Il y avait un rideau / Montrez vos genoux
- 1966 - Louki pleure… Louki rit (LP 30 cm 33 Tours CBS 62.778 ou Columbia FL 360) : Les Nègres / Les Cimetières militaires / Messieurs les Prix Nobel / Quand… / L'Enfant qui… / À mon père / Montrez vos genoux / Il y avait un rideau / Les Briques / Sous mon chapeau / Les Chaussettes / L'Escarpolette
- 1967 - (super 45 tours CBS 6355) : Le Permis de conduire / Mon amie la cover-girl / Cassis et citron / La Vache dans le métro
- 1968 - (LP 30 cm 33 Tours CBS S 63.243) : Je cherche un imbécile / Le Pays de mes origines / Les Capucines / La vie va si vite / Sur le trottoir on attend / L'Ombre / Chanson pour un soir / Et moi ça m'emmerde / Barcarolle sans bateau / Il fait déjà… / La Limace / Le Petit Ânon / À mes funérailles
- 1969 - (45 tours CBS 3912) : Entre 15 h 1/4 et 15 h 16 / Est-ce son sein ?
- 1969 - (LP 30 cm 33 Tours CBS S 63.574) : Ce sera pour demain / Oui vous auriez… / Message / Jeu de Mo / Entre 15 h 1/4 et 15 h 16 / Enfantillage / J'entends les enfants qui jouent / Va doux, va doucement / Catalogue sentimental / La Rose / Est-ce son sein ? / Complainte du futur-né / Qui viendra me dire bonsoir ?
- 1971 - (45 tours CBS 4.741) : Infâme Averty / Jamais entre les repas
- 1971 - Chansons clandestines (LP 30 cm 33 Tours CBS S 64.326) : Le Chant du trombone / Je n'irai plus à l'école / La Fayette / Au mariage des Levon-Lecu / De ce mois de mai / Le Programme à Paulo / Que sais-tu de la Bolivie ? / Mon ami de Saint-Hubert / Le Cheval cul-de-jatte / Mon chanteur préféré / Il y a des salons / Chansons clandestines / L'Auxiliaire féminine
- 1972 - (45 tours CBS 8.485) : L'Auxiliaire féminine / Sous mon chapeau
- 1972 - À Bobino (LP 30 cm 33 Tours CBS 65.357) : Calendrier / En triant des lentilles / Sur l'arbre mort / Ah ! disait le parapluie / Sous mon chapeau / Le Thermomètre centigrade / La Limace / Qui viendra me dire bonsoir ? / Ma mère est envoûtée / Est-ce son sein ? / L'Escargot et le Ver de terre / Les Capucines / Il y avait cinq étages / Le Pays de mes origines / L'Escarpolette / L'Auxiliaire féminine / Si…
- 1976 - Le Cœur à l'automne (LP 30 cm 33 Tours CBS 81.704): Le Cœur à l'automne / Charlotte ou Sarah ? / Grand-père / Les Frelons / Au-delà de vos genoux / La Fesse / La Main du masseur / Mes copains / Slip-please / Mobile / Sur l'arbre mort / Les Grandes Sauterelles
- 1978 - (45 tours CBS 6396): La girafe avait une angine / Madame je vous vois…
- 1982 -  Chansons quand même… (LP 30 cm 33 Tours Philips 6313.406) : Lili Lulu Lola / Pleure maman / Les Fesses de la marquise / Il était long / Libellé / Le Vieux Corbeau / Biographie / La rivière est en chômage / Si le sable y est / Boby / Lorsqu'elle se baissa / Le Petit-fils de l'homme / Calendrier / J'attends mon heure
- 1991 - ReTrouvailles (CD La Gimbarde / Média 7 JBCD 250 ou CD La Gimbarde / Média 7 SHL 2066) : Allô, viens, je m'emmerde / L'Assemblée / Madame, je vous vois… / Ce vieil air qu'on chantait / Mes copains / Les Fesses de la marquise / Qui ? / La vie va si vite / Sur l'arbre mort / L'Auxiliaire féminine / Saturne / Charlotte ou Sarah ? / Le Cœur à l'automne / Lettre à une dame / Complainte du futur-né / Mon enfance / Vol du Concorde / Les Cimetières militaires / Grand-père / Le tailleur est ici / Libellé / Divan divin / Qui viendra me dire bonsoir ? / Féminostéry-blues / Mes copains à part entière
- 1996 - Vers Bissextils (CD Saravah Adami / Média 7 SHL 2081 M7 861) : Un ver bissextil / Un trou dans ma chaussette / Ma tête et mon cerveau / Le Malentendu / Chaud et froid / Du côté de la rue des Saules / Moi, mes peines d'amour / Dieu nous a laissés tomber / Adieu baronne / ConVersations / Il faut que j'écrive / Maman / Le Marchand de canons / Au mont du Vieil-Armand / Jamais on n'avait vu / L'Enfant et la Charcutière / Péché vé-miel / Où sont mes mains ? / Comment ai-je pu ? / Les Parapluies d'Anatole / Sarah va ! / Générique de la fin de la figuration sonore du bocage vendéen
- 2001 - En public (2 CDs RYM Musique 197550-2) : Mes copains / Un lapin pas comme tout le monde / Ma tête et mon cerveau / Erreur / Sur l'arbre Mort / Illusion / Le Cheval cul-de-jatte / Tant de pêcheurs / La vie va si vite / Communauté / Mon enfance / Ma mère est envoûtée / Les Fesses de la marquise / Un ver bissextil / L'Enfant qui… / Marteau Martin / Les Frelons / Je n'serai pas là / Qui viendra me dire bonsoir ? / Le Thermomètre centigrade / L'Escarpolette / Rattrapez-le / Les Cimetières militaires / Vaudeville / L'Auxiliaire féminine / L'Escargot et l’Éléphant / Où sont mes mains ? / Marché d'un pauvre / Je n'irai plus à l'école / Vol du Concorde / Dans le vieux col / Les Capucines / L'Enfant et la Charcutière / Du côté de la rue des Saules / Jamais on n'avait vu / Monsieur Grand et Monsieur Petit / Péché Vé-miel / Dis Tonton t'a-t-on dit ? / Grand-père / Si… / Il faut que j'écrive / Il y avait cinq étages / La Main du masseur / Présentation / Allô, viens, je m'emmerde / Charlotte ou Sarah ? / Le Cœur à l'automne / Mes copains à part entière / La Môme aux boutons / En triant des lentilles / Les Sardines / Au mariage des Levon Lecu / Le Chant du trombone
- 2004 - Salut la compagnie (CD Saravah SHL 2117)[1] : Folette, ma chatte / L’Éléphant / Un pépin de tomate / L'Âne de St-Cydoine / Pluies / Pourquoi me parler d'orchidées ? / On n'était pas faits pour que tu nous laisses / Y aurait-il ? / Les Peupliers / Pique-nique à Paris / La Tortue et le Solex / Ouvrez donc le rideau / Je n'serais pas là / Je n'eus qu'un amour / Les poissons sont des drôles de mecs / Trou d'mémoire / Désillusions / Le Paratonnerre / Les Amis et les Amours / L'Âge où l'on dort / Les Moutons / Chez Roger Blin / Le Temps / Oisifs oiseaux / Folette et moi, on t'attend

### Chansons inédites
- 1959 : Le P'tit monsieur
- 1961 : C'est par là..., Les Chemins de nos souvenirs, Rivage, Toi pour moi, moi pour toi
- 1962 : Dans la rue, Des jours et des jours, Plus encore, Y'a trop d'azote
- 1964 : Le Dinosaure
- 1965 : La Reine du Colorado, Si tu veux, Tout là-haut, là-haut
- 1972 : Te souviens-tu du clair de lune ?

### Compilations
- 1977 - Le Disque d'or de Pierre Louki (LP 33 tours 30 cm Vogue – LDA. 20305): La Môme aux boutons / Coiffeur, quand tu nous tiens... / Si... / Cousine / Le Gros Pâtissier / L'Écrevisse / La Flanelle de grand-père / À la maison / L'Avant-goût du tombeau / Les Képis / Mes copains / Je ne ferai jamais... / Nativité / Le Corps de garde / Qui viendra me dire bonsoir ? / Le Cousin d’Écosse / Les Mots Du Vocabulaire / Les Tétons d'nana (regroupe les 18 titres publiés par Vogue entre 1958 et 1960)
- 1972 - Mon Ami Pierrot (2 x LPs CBS 67227, également disponibles séparément: CBS 64683 [volume 1] et CBS 64684 [volume 2]): Le Chant du trombone / Le Pays de mes origines / L'Enfant qui... / Jeu de mo / Qui viendra me dire bonsoir ? / L'Escarpolette / Barcarolle sans bateau / Les Capucines / La vie va si vite / Oui vous auriez... / Le Programme à Paulo / Chanson pour un soir / Est-ce son sein ? / Sous mon chapeau / Enfantillage / Les Cimetières militaires / De ce mois de mai / Au mariage des Levon Lecu / Mon ami de Saint-Hubert / Complainte du futur né / Que sais-tu de la Bolivie ? / Je n'irai plus à l’école / L'Auxiliaire féminine / À mes funérailles (sélection de titres publiés par CBS entre 1966 et 1971)
- 1976 - Louki pleure et Louki rit (4 x LPs CBS 66416) : Le Chant du trombone / Le Pays de mes origines / L'Enfant qui... / Jeu de mo / Qui viendra me dire bonsoir ? / L'Escarpolette / Barcarolle sans bateau / Les Capucines / La Vie va si vite / Oui vous auriez... / Le Programme à Paulo / Chanson pour un soir	/ Est-ce son sein ? / Sous mon chapeau / Enfantillage / Les Cimetières militaires / De ce mois de mai / Au mariage des Levon Lecu / Mon ami de Saint-Hubert / Complainte du futur né / Que sais-tu de la Bolivie ? / Je n'irai plus à l’école / L'Auxiliaire féminine / À mes funérailles / Ce sera pour demain / Catalogue sentimental / La Rose / La Limace / Il y avait un rideau / Quand... / Je cherche un imbécile / Il fait déjà... / Montrez vos genoux / À mon père / L'Ombre / Message / Le Cœur à l'automne / Charlotte ou Sarah ? / Grand-père / Les Frelons / Au-delà de vos genoux / La Fesse / La Main du masseur / Mes Copains / Slip Please / Mobile	/ Sur l'arbre mort / Les Grandes Sauterelles (sélection de titres publiés par CBS entre 1966 et 1976)
- 2002 - Les Années Vogue 1958 - 1960 (CD I.L.D – 642306, Les Trésors oubliés de la chanson): La Môme aux boutons / Coiffeur, quand tu nous tiens... / Si... / Cousine / Le Gros Pâtissier / L'Écrevisse / La Flanelle de grand-père / À la maison / L'Avant-goût du tombeau / Les Képis / Mes copains / Je ne ferai jamais... / Nativité / Le Corps de garde / Qui viendra me dire bonsoir ? / Le Cousin d’Écosse / Les Mots du vocabulaire / Les Tétons d'nana (regroupe les 18 titres publiés par Vogue entre 1958 et 1960) + 6 titres inédits : Behenzin / Merci, vieille branche / La Fille du pompiste / Messaline / Il pleut dans l'église / Le Réveil-matin (en public)
- 2015 - Chanson française (Mercury 473 211 1) : L'Escarpolette / Sous mon chapeau  / Maman vraiment / La Politesse / Les Iroquois / Le Grand et le P'tit / Y'a un cyprès / La Limace / Le Pied de nez / Avec sa valise / Les Sardines / Moi, j'en connais un, d'artiste ! / Sur l'arbre mort / Il ne faut pas cueillir l'orange / Avec Léon, avec Léa / En triant les lentilles / Ca fera vingt ans / Chanson pour Nicolas / Les Escargots / Dix Peupliers / Complainte du futur né / Mes deux voisins / À mes funérailles / Je n'irai pas en Espagne / Les Vrais Copains / Enfantillage / Retour du dimanche / La Boulangère
- 2022 - Chansons fines et farfelues (EPM 98 709 4) : La Môme aux boutons / Coiffeur, quand tu nous tiens / Je ne ferai jamais / L'Écrevisse / Si ... / Le Corps de garde / Nativité / À la maison / Mes copains / Le Gros Pâtissier / Un ver bissextil / Les Képis / Les Tétons d'nana / Le Cousin d'Ecosse / L'Avant-goût du tombeau / Qui viendra me dire bonsoir / Cousine / Les Mots du vocabulaire / La Flanelle de grand-père (CD 1) - Les Iroquois / Avec sa valise / Maman, vraiment / Le Grand et le P'tit / L'Escarpolette / Sous mon chapeau / La Politesse / Y' a un cyprès / La Limace / Le Pied de nez (CD 2)

### DVD
- 2008 - A l'Européen, 30 septembre 2004 (Frémeaux & Associés FA  4015) : Un lapin pas comme tout le monde / Ma tête et mon cerveau / Un ballon des melons / On n'était pas fait pour que tu nous laisses / Le thermomètre centigrade / L'âne de Saint Cydoine / Il y avait cinq étages / Un pépin de tomate / Ce fut le chien / L'éléphant / Erreur / Les fesses de la marquise / L'enfant et la charcutière / Y aurait-il ? / Le cou de la girafe / Les peupliers / Ma mère est envoûtée / La complainte du futur né / La limace / Pique-nique à Paris / Tant de pêcheurs / La tortue et le solex / Un poireau : un chat végétarien / Jamais on n'avait vu / Si / Ouvrez le rideau / Un tabouret aimait une chaise / Libellé / Communauté / Du côté de la rue des Saules / Présentation des musiciens et remerciements / Les moutons / Illusion / La vie va si vite / Un vers bissextile / Péché vé-miel / Dans la vitrine / Les poissons sont de drôles de mecs / Présentation des compositeurs et orchestrateurs / Les frelons / Marché d'un pauvre / Le paratonnerre / Rattrapez-le ! / L'âge où l'on dort / Dis tonton, t'a-t-on dit ? / Je n'serais pas là / Dans le vieux col / chez Roger Blin / Monsieur Grand et monsieur Petit / Le temps / L'homme oiseau et la femme poisson / Oisifs oiseaux / Ah ! disait le parapluie / Les capucines / Allô, viens je m'emmerde / Grand-père / La main du masseur / Les sardines / Au mariage des Levon Lecu / Folette, ma chatte / Je n'eus qu'un amour - Bonus : Interviews de Claire Elzière & Norbert Gabriel (2006)

### Participations
- Jacques Canetti : Les Trois Baudets (2 x CDs Les Productions Jacques Canetti 521 802-2) : Un ver bissextil [1 min 30 s] (1959)
- Gaëtan de Courrèges : Il est né (LP 33 tours 30 cm Studio SM 30-675) : textes de Jean Debruynne, réalisation Gaëtan de Courrèges d'après une idée de Raymond Fau, récitants : Jean-Pierre Bonsirven, Jean-Louis Foulquier, Ginette Garcin, Pierre Louki (1975)
- Georges Brassens : Rares et inédits (CD Mercury 984 202-1) : Les Copains d'abord, enregistré en public à Bobino, choristes : Marcel Amont, Pierre Dudan, Paul Louka, Pierre Louki, Mireille, dirigés par Jacques Canetti (1977)
- Pierre Louki interprète la chanson indicatif de la série radiophonique de Jean-Pierre Pagliano Album de famille, France Culture, 20-24 avril 1981 (paroles: J.P. Pagliano, musique: Pierre Louki).

### Pierre Louki chanté par d'autres interprètes
- Aglaé : La Môme aux boutons
- Marcel Amont : Monsieur le commissaire principal
- Michèle Arnaud : Les Compagnons
- Isabelle Aubret : Quelque chose, L’enfant qui...
- Gabriel Bacquier : Gala, La Môme aux boutons, Les Fesses de la Marquise, Ouvrez donc le rideau, Oisifs oiseaux, Je n'serais pas là, Si..., Le Temps, Adieu Baronne, C'était si simple, Mangez du chou-fleur, J'écoute les enfants qui jouent, À franchement parler, Grand-père
- Denise Benoît : La Flanelle de grand-père, Quand les gambettes, Le gros pâtissier, Les mots du vocabulaire, Le corps de garde
- Lucky Blondo : Tous ces voyages
- Suzy Boyer : La Part du Bonheur
- Chanson plus bifluorée : Les Pas, Notre petit appartement
- Claudine Claude : Il aurait pu pleuvoir
- Annie Cordy : Lettre de vacances, Ah ! la campagne, Oh ! Annie, La Grande Kelly
- Danny Boy et ses Pénitents : C’est encore une souris
- Dany Dauberson : Les Compagnons
- Claire Elzière : Au mariage des Levon Lecu, Il y a des salons, Complainte du futur-né, Il fait déjà, Je cherche un imbécile, Sur l'arbre mort, Les Frelons, Oui vous auriez, L'Auxiliaire féminine, Mobile, Le Grand et le P'tit, Jamais on n'avait vu, Grand-père, Conversations, les Sardines, La vie va si vite, L'Assemblée, La Main du masseur, Qui viendra me dire bonsoir, S'il vous plaît d'être courtisées, Ce soir la nuit n'est pas venue, Ô mon ami, L'arbre qu'on croyait mort, L'Homme sans escorte, Rimes, C'était un ruisseau, Gouttes, Crépuscule, Nous marcherons longtemps, Il en est quelques-uns
- Jacques Fabbri : Ah ! la campagne, La Boulangère
- Cathy Fernandez et Michel Vivoux : Louki d'humour et d'amour (CD comprenant 16 chansons inédites)
- Jean Ferrat : Y aurait-il...
- Jacques Ferry : Le Breton
- Jimmy Fontana : La Nuit où je suis parti, Pour combien de temps
- Jacqueline François : Comme le printemps, Le Temps de la flemme, Alexandre, Talons et jambes fines
- Annie Fratellini : C’est toi qui m'plais
- Les Frères Jacques : Mobile
- Gaston : Ma Grosse Cocotte
- Claude Goaty : Le Guilledou
- Hélène Grandsire : Grand-père (CDPiano voix 2014)
- Juliette Gréco : Sur L'arbre Mort, Les Cimetières Militaires, Les Moutons, Une Feuille D'Automne, Et Le Pays S'Endort, Il Fait Déjà..., Quand Je Serai Loin, Frère Jacques, Six Soldats
- Eve Griliquez : Le Cou De La Girafe
- Jan Et Rod : La Môme Aux Boutons
- René Lafleur : L’Écrevisse
- Christiane Lasquin : Mes copains
- Colette Mansard : C’était l’été
- Corinne Marchand : C’était l’été
- Mumuche : La Fille du pompiste, Le Vieux Corbeau, Marché d'un pauvre, L'Enfant qui..., Les Capucines, La Fesse, Ma mère est envoûtée, Il pleut dans l'église, Si..., Sous mon chapeau, L'Écrevisse, Ce sera pour demain, J'ai voulu prendre l'air, Je cherche un imbécile, L'Auxiliaire féminine, Au mariage des Levon Lecu
- Esther Ofarim : Car cette chanson là
- Jamy Olivier : Linda
- P.A.O.L.A. : C’est encore une souris
- Patachou : Le Train pour Venise, Quand
- Le père Didier : Frères quand même
- Maria Pergolese : Sur le ruisseau
- Les Petits Chanteurs de Créteil : Martin et Compagnie
- Les Petits Chanteurs de l'Île-de-France : Il y a deux roses
- Les Quat’ Jeudis : Le Planteur de rhubarbe, La Môme aux boutons, Si..., Ne vous montez pas la tête
- Lucette Raillat : La Môme Aux Boutons
- Colette Renard : Mes copains
- Robert Ripa : José de Catalogne
- Les Rives : Le Temps de la flemme
- Sandra : Les Menteurs
- Francesca Solleville : José de Catalogne, Les Compagnons, Je n’irai pas en Espagne
- Souris : La Môme Aux Boutons
- Germinal Tenas et Les Caids : Tic Toc
- Les TTTriplées : Le Grand Jo
- Les 3 Horaces : Les Iroquois
- Les 3 Ménestrels : L'Oculiste, Les Képis, Les Sardines, La Boulangère
- Cora Vaucaire : Ce sera pour demain
- Les Vent Debout : Jusqu’à la mer
- Marie-Blanche Vergne : La Rose
- Michelle Verneuil : Nous irons dans Mars
- Jacques Villeret : Fous le camp j'te quitte
- Claude Vinci : Ça fera vingt ans

## Écrits

### Œuvres théâtrales
- 1945 : La Revue des Capucines, livret de Pierre Louki (sous le nom de Pierre Varenne), Mauricet, Serge Veber, musique de Mitty Goldin, Perre Mercier, Raoul Moretti, mise en scène Louis Blanche, théâtre des Capucines[6]
- 1946 : De Laroche à Brienon, opérette[2].
- 1971 : Allo! c'est toi Pierrot ? de Pierre Louki, mise en scène Roland Monod, théâtre Hébertot
- 1972 : La Petite Cuiller de et avec Pierre Louki, mise en scène Christian Dente, théâtre des Deux-Portes, théâtre des Blancs-Manteaux, théâtre de l'Est parisien
- 1975 : C'est pas mon frère de Pierre Louki, mise en scène Christian Dente, théâtre de l'Est parisien
- 1976 : J'oublie tout pour t'aimer de Pierre Louki, mise en scène Christian Dente, Cour des Miracles
- 1977 : C'est pas mon frère de Pierre Louki, mise en scène Christian Dente, le Coupe-Chou
- 1979 : Comment c'est là-haut, est-ce que ça vaut le voyage? de Pierre Louki, mise en scène Pierre Peyrou, théâtre Présent
- 1981 : La Petite cuiller de et avec Pierre Louki, mise en scène Christian Dente, la Graine à Lyon
- 1982 : La Petite cuiller de et avec Pierre Louki, Hôtel Montfleury à Cannes
- 1982 : La Petite Cuiller de et avec Pierre Louki, mise en scène Alain Benoît, la Gageure
- 1982 : La Guerre aux asperges de et avec Pierre Louki, mise en scène Michel Duplaix, l'Athletic de Neuilly
- 1984 : Louki, que, quoi, dont, où de et avec Pierre Louki, théâtre des Mathurins
- 1986 : En passant par Pouligny et d'autres gares... de Pierre Louki, mise en scène Jean-Pierre Laruy, théâtre municipal de Chagny
- 1988 : La Chevauchée élastique de Pierre Louki, mise en scène Jean-Paul Cisife, théâtre de la Huchette
- 1988 : Ne pas dépasser la dose prescrite de Pierre Louki, mise en scène Guy Combrelang, Le Guichet-Montparnasse
- 1990 : La Guerre aux asperges de et avec Pierre Louki, mise en scène Daniel Benoin, théâtre La Bruyère
- 1995 : Les Jambières de l'escabeau de Pierre Louki, mise en scène Gérard Rauber
- 1995 : Pas au-dessus de la soupière de Pierre Louki, mise en scène Gérard Rauber
- 2006: L'autobus n'est juste à l'heure que quand il ne passe pas de Pierre Louki, mise en scène Jean-Marc Chotteau, Tourcoing, le Salon de théâtre

### Œuvres radiophoniques
- Martintin, Martinsec, Martingale [pièce radiophonique], réalisation Georges Peyrou - France Culture, 19 décembre 1977
- Pas au-dessus de la soupière [comédie radiophonique], réalisation Georges Peyrou - France Culture, 24 janvier 1980
- L'Interrogation [comédie radiophonique], réalisation Anne Lemaître - France Culture, 6 décembre 1980
- En passant par Pouligny [dialogue radiophonique], réalisation Jeanne Rollin-Weisz - France Culture, 4 mai 1981
- Ne pas dépasser la dose prescrite [dialogue radiophonique], réalisation Jeanne Rollin-Weisz - France Culture, 28 décembre 1981
- L'Essaim à la fenêtre [pièce radiophonique en 12 séquences], réalisation Jeanne Rollin-Weisz - France Culture, 12 avril 1982

### Romans
- Pierre Louki, Un papa pas possible : roman, Paris, Bordas, 1981, 87 p. (ISBN 2-04-011424-6)
- Pierre Louki, Papa brûle les planches : roman, Paris, Bordas, 1983, 90 p. (ISBN 2-04-015161-3)
- Pierre Louki, Le petit cheval : roman, Paris, Bordas, 1985, 77 p. (ISBN 2-04-016270-4)
- Pierre Louki, Le parapluie de M. Émile : roman, Paris, Bordas, 1986, 78 p. (ISBN 2-04-016618-1)
- Pierre Louki, Papa court après le lion : roman, Paris, Bordas, 1986, 127 p. (ISBN 2-04-016667-X)
- Pierre Louki, Croquignote : roman, Paris, Bordas, 1987, 90 p. (ISBN 2-04-016875-3)
- Pierre Louki, Une grand-mère volante : roman, Paris, Bordas, 1987, 87 p. (ISBN 2-04-018048-6)
- Pierre Louki, Grand-mère : roman, Paris, Bordas, 1987 (ISBN 2-04-018055-9)
- Pierre Louki, Une drôle d'expédition ! : roman, Paris, Bordas, 1988, 94 p. (ISBN 2-04-018126-1)
- Pierre Louki, Annie dans la valise : roman, Paris, Bordas, 1989, 62 p. (ISBN 2-04-019021-X)
- Pierre Louki, Un grand navigateur : roman, Paris, Belfond, 1989, 77 p. (ISBN 2-7144-2331-0)
- Pierre Louki, Aneries, Saint-Cyr-sur-Loire, Pirot, 1998
- Pierre Louki, Un lapin champion cycliste : roman, Saint-Morei, École de Saint-Moreil, 1999
- Pierre Louki, Avec Brassens : récit, Saint-Cyr-sur-Loire, Pirot, 1999 (ISBN 2-86808-129-0)
- Pierre Louki, Barcarolles sans bateau, Saint-Cyr-sur-Loire, Pirot, 1999 (ISBN 2-86808-133-9)
- Pierre Louki, Chansons clandestines, Saint-Cyr-sur-Loire, Pirot, 1999 (ISBN 2-86808-134-7)
- Pierre Louki, Une erreur quelque part : comédie en 3 actes, Paris, Éditions théâtrales Art et comédie, 1999, 93 p. (ISBN 2-84422-074-6)
- Pierre Louki, Toujours là : roman, Saint-Morei, École de Saint-Moreil, 2000
- Pierre Louki, Les boîtes aux lettres ont-elles des dents ? : roman, Paris, Éditions du Rocher, 2004 (ISBN 2-268-05004-1)
- Pierre Louki, Quelques confidences : récit, Saint-Cyr-sur-Loire, C. Pirot, 2006 (ISBN 978-2-86808-245-9)
- Pierre Louki, As-tu appelé Dominique ? : récit rétro, Paris, l'Harmattan, 2012, 123 p. (ISBN 978-2-296-99220-7, lire en ligne)
- Pierre Louki, N'est pas jambe qui veut, Paris, Librairie théâtrale, 2013 (ISBN 978-2-7349-0536-3)

## Distinctions
- 1972 : prix de l'Académie Charles-Cros
- 1999 : prix André-Didier Mauprey de la SACEM